# Exaltación (Bolivia)
Exaltación de la Santa Cruz es una localidad y municipio de Bolivia, ubicado en la provincia de Yacuma del departamento del Beni. Su capital es la localidad del mismo nombre. A diferencia de su municipio vecino de Santa Ana del Yacuma, este municipio es netamente rural y su población se dedica sobre todo a la ganadería y agricultura de subsistencia. El municipio cuenta con una población de 7890 habitantes (INE 2024). El clima es tropical con dos épocas bien marcadas, lluviosa y seca. Tiene una precipitación media anual de 1600 mm. con temperatura media de 26 °C.

## Historia
Exaltación de la Santa Cruz fue fundada el 14 de septiembre de 1704 por el padre jesuita Antonio Garriga sobre la base del pueblo Cayubaba. Otra fuente indica que su fundación fue cinco años después, en 1709.
El municipio de Exaltación fue creado por ley del 31 de octubre de 1995, durante el gobierno de Gonzalo Sánchez de Lozada.

## Geografía
El municipio de Exaltación se ubica en la parte norte de la provincia de Yacuma, en el norte del departamento del Beni. Limita al sur con el municipio de Santa Ana del Yacuma, al oeste con el municipio de Santa Rosa de Yacuma en la provincia del General José Ballivián, al norte con los municipios de Riberalta y Guayaramerín en la provincia de Vaca Díez, y al este con los municipios de Puerto Siles y San Joaquín en la provincia de Mamoré.
La localidad de Exaltación se encuentra a 71 kilómetros al norte de Santa Ana del Yacuma y a 250 kilómetros de Trinidad, la capital departamental. 
El relieve del municipio se caracteriza predominantemente de planicies con prominencias moderadas, con ondulaciones y depresiones interiores surcados por numerosos ríos, arroyos, lagos, pampas y bajíos.
En Exaltación se encuentran algunos de los lagos más grandes de Bolivia. Entre los cuerpos de agua más importantes del municipio se encuentran los lagos Huaytunas y Rogaguado, así como las lagunas Guachuna, Larga, La Porfía, Las Habras y Carreras.

## Demografía
De acuerdo con el censo boliviano de 2024, la población del municipio de Exaltación es de 7 890 habitantes.
La población del municipio se duplicó entre 1992 y 2024:
| Año  | Habitantes (municipio) | Fuente |
| ---- | ---------------------- | ------ |
| 1992 | 3 967                  | Censo  |
| 2001 | 9 247                  | Censo  |
| 2012 | 6 362                  | Censo  |
| 2024 | 7 890                  | Censo  |

## Economía
La producción de ganado bovino con tecnología tradicional es la principal actividad económica en Exaltación y es por eso que a la provincia de Yacuma se la denomina la capital ganadera del departamento del Beni. La actividad artesanal tradicional del lugar produce hamacas, sombreros, canastos, etc. La agricultura se practica en pequeña escala ya que los suelos no permiten que los cultivos se desarrollen de manera adecuada. La producción agrícola se limita a productos como maíz, plátano, caña de azúcar y otros que, en general, son destinados al consumo doméstico. La caza y recolección, como en el resto del departamento, son actividades tradicionales practicadas por los pueblos originarios.

## Transporte
Exaltación se ubica a 200 kilómetros por carretera al norte de Trinidad, la capital del departamento del Beni.
Desde Trinidad, la carretera asfaltada Ruta 3 conduce unos kilómetros al oeste en dirección a San Ignacio de Moxos hasta que dos caminos de tierra se bifurcan hacia el norte: la Ruta 9 por San Ramón hasta Guayaramerín, y la Ruta 902 hasta Santa Ana del Yacuma. La Ruta 902 llega a la capital provincial de Santa Ana del Yacuma después de 135 kilómetros, para luego continuar hacia el norte hasta llegar a Exaltación.